# Shandong Airlines
Shandong Airlines Co,.Ltd. (in cinese: 山东航空; in pinyin: Shāndōng Hángkōng; soprannominata SDA o 山航; Shānháng) è una compagnia aerea con sede nello Shandong Airlines Center (山东航空大厦; Shāndōng Hángkōng Dàshà) a Jinan, nello Shandong.
Il vettore cinese gestisce una rete nazionale considerevole da Jinan, Qingdao e Yantai alle principali città della Cina, insieme a una rete internazionale verso destinazioni asiatiche regionali. I due maggiori azionisti della compagnia aerea sono Shandong Aviation Group con una quota di controllo del 42% e Air China, un partner strategico, che detiene il 22,8% delle azioni.

## Storia
Shandong Airlines è stata fondata il 12 marzo 1994 e ha iniziato ad operare nel settembre dello stesso anno. Nel settembre 1997 è diventata membro fondatore della New Star (Xinxing) Aviation Alliance insieme ad altre cinque compagnie aeree provinciali cinesi. Lo scopo dell'alleanza era migliorare le finanze e scoraggiare l'acquisizione da parte di concorrenti più grandi. Il primo di molti nuovi servizi internazionali della compagnia aerea è stato inaugurato l'8 giugno 2004 collegando Jinan a Singapore.
Il 21 aprile 2014, Shandong Airlines si è impegnata a ordinare 50 Boeing 737, inclusi 16 737 Next-Generation e 34 737 MAX.

## Destinazioni

### Accordi commerciali
Shandong Airlines ha accordi di codeshare con le seguenti compagnie aeree:
- Air China
- Asiana Airlines
- China Express Airlines
- EVA Air
- Qingdao Airlines
- Shenzhen Airlines
- Sichuan Airlines
- Uni Air

## Flotta

### Flotta attuale

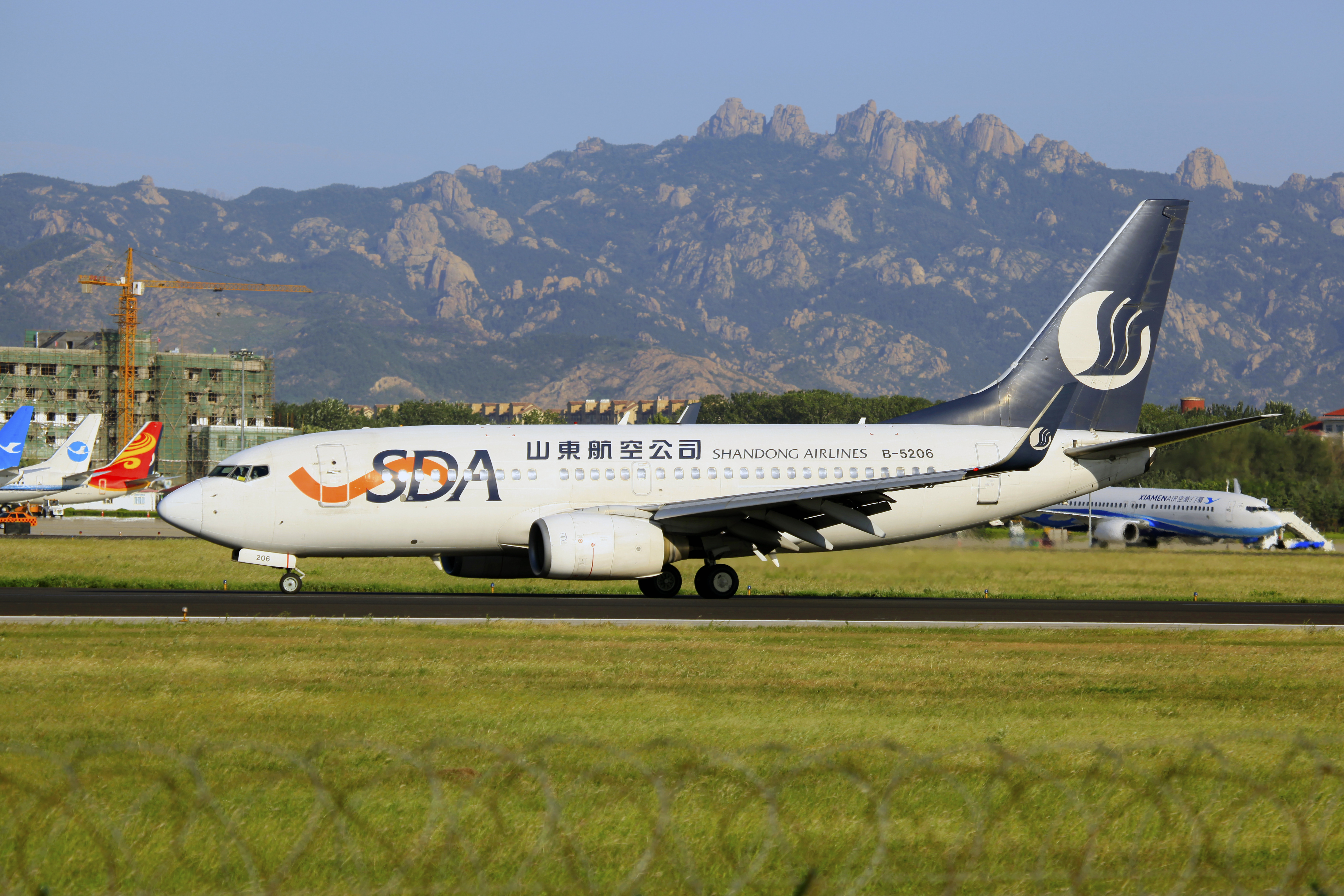
Un Boeing 737-700.

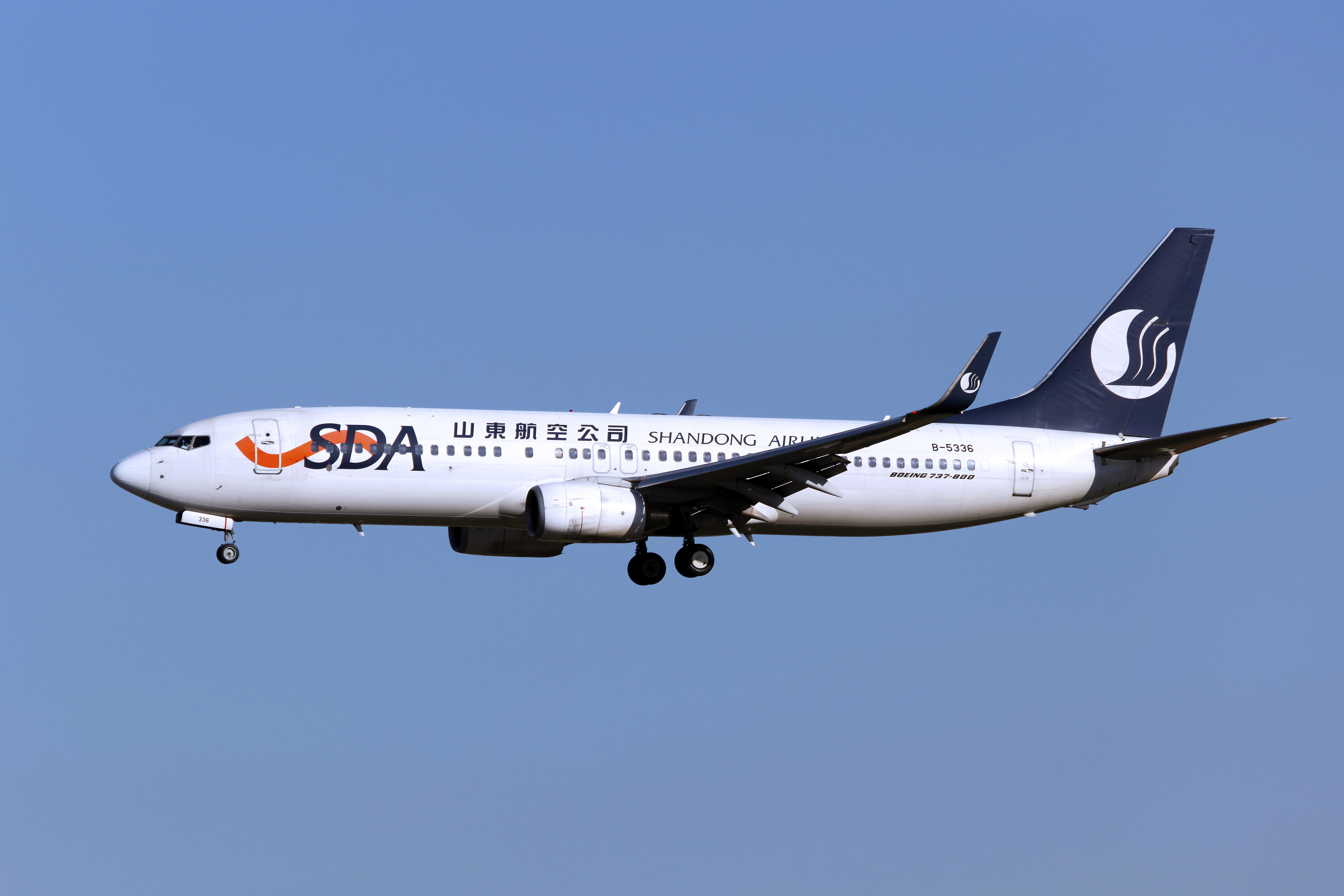
Un Boeing 737-800.

Ad aprile 2024 la flotta di Shandong Airlines è così composta:

### Flotta storica
Shandong Airlines operava in precedenza con i seguenti aeromobili: